# Gura Siriului
Gura Siriului – wieś w Rumunii, w okręgu Buzău, w gminie Siriu. W 2011 roku liczyła 24 mieszkańców.